# 獅頭山 (新竹市)
獅頭山，位於臺灣新竹市香山區東部，屬於竹東丘陵牛埔山東支客雅山的南緣山峰，高110公尺，以其山陵狀似獅頭而得名。三姓公溪上游北坑溪從山的南邊流過。附近有外獅、獅頭、內獅等聚落。